# The Original Singles: 1967-1969, Volume 2
The Original Singles: 1967-1969, Volume 2 è una raccolta del gruppo rock statunitense The Byrds, pubblicata nel 1982.

## Tracce
1. My Back Pages - 2:35 - (Bob Dylan)
2. Renaissance Fair - 1:54 - (David Crosby/Roger McGuinn)
3. Have You Seen Her Face - 2:33 - (Chris Hillman)
4. Don't Make Waves - 1:36 - (Roger McGuinn/Chris Hillman)
5. Lady Friend - 2:36 - (David Crosby)
6. Old John Robertson - 1:53 - (Chris Hillman/Roger McGuinn)
7. Goin' Back - 3:27 - (Carole King/Gerry Goffin)
8. Change Is Now - 3:24 - (Chris Hillman/Roger McGuinn)
9. You Ain't Going Nowhere - 2:50 - (Bob Dylan)
10. Artificial Energy - 2:21 - (Roger McGuinn/Chris Hillman/Michael Clarke)
11. I Am a Pilgrim - 3:41 - (Traditional, arr. Roger McGuinn/Chris Hillman)
12. Pretty Boy Floyd - 2:36 - (Woody Guthrie)
13. Bad Night at the Whiskey - 3:24 - (Roger McGuinn/J. Richards)
14. Drug Store Truck Drivin' Man - 3:44 - (Roger McGuinn/Gram Parsons)
15. Lay Lady Lay - 3:19 - (Bob Dylan)
16. Old Blue - 3:22 - (Tradizionale, arr. Roger McGuinn)